# آدم بوكستون
آدم بوكستون (بالإنجليزية: Adam Buxton)‏ هو مقدم برامج إذاعية وممثل بريطاني، ولد في 7 يونيو عام 1969، بلندن في المملكة المتحدة.

## أعمال

### أفلام
- (2007) الزغب الساخن[5]
- (2007) ستاردست
- (2007) سن أوف رامباو[6]

## وصلات خارجية
- آدم بوكستون على موقع IMDb (الإنجليزية)
- آدم بوكستون على موقع ميوزك برينز (الإنجليزية)
- آدم بوكستون على موقع ديسكوغز (الإنجليزية)
- آدم بوكستون على موقع قاعدة بيانات الفيلم (الإنجليزية)